# بيرنار بوسكيير
بيرنار بوسكيير (بالفرنسية: Bernard Bosquier)‏ (مواليد 19 يونيو 1942) هو لاعب كرة قدم. يلعب مع منتخب فرنسا لكرة القدم. سبق له أن لعب في كأس العالم لكرة القدم مع منتخب بلاده.

## مسيرته الكروية
لعب بيرنار بوسكيير خلال مسيرته الاحترافية مع 5 أندية في سبعة عشر موسمًا وسجل خلالها 48 هدفًا ضمن 474 مباراة. حيث فاز في ثلاثة مواسم بالكأس وفي خمسة مواسم بالدوري.
خاض بيرنار بوسكيير مسيرته مع أولمبيك أليس في موسم 1959–60 ولمدة موسمين، مشاركًا في 30 مباراة سجل خلالها هدفًا واحدًا. ثم انتقل إلى نادي سوشو في موسم 1961–62 ليلعب معه خمسة مواسم، حيث شارك في 150 مباراة سجل خلالها 12 هدفًا. لينتقل بعدها إلى نادي سانت إتيان في موسم 1966–67 ليلعب معه خمسة مواسم، مشاركًا في 167 مباراة سجل خلالها 20 هدف. ثم انتقل إلى نادي أولمبيك مارسيليا في موسم 1971–72 واستمر معه طيلة ثلاثة مواسم، مشاركًا في 93 مباراة سجل خلالها 11 هدفًا. هذا وانتقل لاحقًا إلى نادي مارتيغ في موسم 1974–75 ولمدة موسمين، مشاركًا في 34 مباراة سجل خلالها 4 أهداف.

## روابط خارجية
- بيرنار بوسكيير على موقع قاعدة بيانات كرة القدم.إي يو (الإنجليزية)
- بيرنار بوسكيير على موقع ليكيب (الفرنسية)
- بيرنار بوسكيير على موقع ناشيونال فوتبول تيمز (الإنجليزية)
- بيرنار بوسكيير على موقع عالم كرة القدم.نت (الإنجليزية)